# Murderdolls
Murderdolls a fost un supergrup american de horror-punk, fondat în 2002 în Hollywood, California. Componența formației consta în membrii de bază Wednesday 13 și Joey Jordison, și alți membri ca Ben Graves, Acey Slade, Eric Griffin și Tripp Eisen.
Formația a lansat două albume, primul album Beyond the Valley of the Murderdolls fiinda lansat în 2002. Cel de-al doilea album, Women and Children Last, a fost lansat pe 31 august 2010. Wednesday 13 a confirmat destrămarea formației într-un interviu din iulie 2013. 

## Membri
| - Joey Jordison – chitară, vocal (2002–2004, 2010–2011) - Wednesday 13 – vocal, clape, chitară (2002–2004, 2010–2011) | - Tripp Eisen – chitară, vocal (2002) - Ben Graves – baterie (2002–2004) - Eric Griffin – chitară bas, vocal (2002–2004) - Acey Slade – chitară, vocal (2002–2004) | - Roman Surman – chitară ritmică, vocal (2010–2011) - Jack Tankersley – chitară bas (2010–2011) - Racci Shay – baterie (2010–2011) - Jason West – baterie (2011) |

## Discografie

### Albume de studio
- Beyond the Valley of the Murderdolls (2002)
- Women and Children Last (2010)